# Estació de Colònia Güell
Colònia Güell és una estació de ferrocarril on s'aturen trens de les línies suburbanes S3, S4, S8 i S9 de la Línia Llobregat-Anoia de FGC situada a prop de la Colònia Güell, coneguda per la Cripta de Gaudí a Santa Coloma de Cervelló a la comarca del Baix Llobregat. Aquesta estació es va inaugurar l'any 2000.
L'estació es construeix arran d'una petita modificació del traçat original de la línia de 1912 entre Sant Boi i Sant Vicenç dels Horts permetent la duplicació de la via i l'eliminació de diversos passos a nivell. L'ubicació es propera a l'estació original de Santa Coloma de Cervelló, que amb el nou traçat es mou a una situació més propera al nucli úrbà.
Aquesta estació es troba dins de la tarifa plana de l'àrea metropolitana de Barcelona, qualsevol trajecte entre dos dels municipis de l'àrea metropolitana de Barcelona valida com a zona 1.

## Serveis ferroviaris
| Línia Llobregat-Anoia de FGC |                                |                     |                          |                        |
| Procedència/Destinació       | <                              | Línia               | >                        | Procedència/Destinació |
| Barcelona - Pl. Espanya      | Molí Nou \| Ciutat Cooperativa |                     | Santa Coloma de Cervelló | Can Ros                |
| Barcelona - Pl. Espanya      | Molí Nou \| Ciutat Cooperativa | Olesa de Montserrat | Santa Coloma de Cervelló |                        |
| Barcelona - Pl. Espanya      | Molí Nou \| Ciutat Cooperativa | Martorell-Enllaç    | Santa Coloma de Cervelló |                        |
| Barcelona - Pl. Espanya      | Molí Nou \| Ciutat Cooperativa | Quatre Camins       | Santa Coloma de Cervelló |                        |